# Хайлль, Клаудия
Кла́удия Хайлль (нем. Claudia Heill; 24 января 1982, Вена — 31 марта 2011, Вена) — австрийская дзюдоистка, серебряный призёр Олимпийских игр 2004 года, пятикратный призёр чемпионатов Европы (2001—2007), многократная чемпионка Австрии.
Единственная представительница Австрии, выигравшая олимпийскую медаль в дзюдо (австрийские мужчины выиграли четыре медали).

## Биография
Родилась 24 января 1982 года в Вене.
В 2001 и 2005 годах на чемпионатах Европы по дзюдо занимала вторые места, а также трижды становилась бронзовым призёром. В 2004 году на Олимпиаде в Афинах дошла до финала в категории до 63 кг, где уступила японке Аюми Танимото. В 2008 году на Олимпиаде в Пекине заняла пятое место: в 1/8 финала Клаудия уступила знаменитой кубинке Дриулис Гонсалес, но затем дошла до решающей схватки за третье место, где проиграла Вон Ок Им из КНДР.
В 2009 году завершила спортивную карьеру и занималась тренировкой молодых дзюдоистов.
31 марта 2011 года в Вене покончила жизнь самоубийством, выпрыгнув из окна 6-го этажа. По заявлению главы Австрийской федерации дзюдо Ханса Пола Кучеры, самоубийство спортсменки стало для сообщества дзюдоистов полной неожиданностью.